# Thelypteris nubicola
Thelypteris nubicola là một loài thực vật có mạch trong họ Thelypteridaceae. Loài này được de la Sota miêu tả khoa học đầu tiên năm 1973.